# Brigata lituano-polacco-ucraina
La Brigata lituano-polacco-ucraina (in lituano Lietuvos-lenkijos-ukrainos brigada, in polacco Brygada litewsko-polsko-ukraińska, in ucraino Литовсько-польсько-українська бригада?, Lytovs'ko-pol's'ko-ukraїns'ka bryhada, in sigla LITPOLUKRBRIG) è un'unità militare multinazionale composta da reparti di Lituania, Polonia e Ucraina. È stata fondata nel 2009 nell'ambito del Triangolo di Lublino, diventando pienamente operativa a partire dal 2016.

## Storia
Il 14 giugno 2007, durante una riunione dei ministri della difesa dell'Unione europea, i ministri di Lituania, Polonia e Ucraina hanno raggiunto un accordo per la costituzione di un'unità militare multinazionale. I tre paesi avevano già precedenti esperienze con operazioni militari congiunte, attraverso ad esempio il Battaglione polacco-ucraino e il Battaglione lituano-polacco. Nel novembre 2009 un "protocollo di intenti" è stato firmato dal ministro della difesa della Lituania, Rasa Juknevičienė, il vice segretario del ministero della difesa della Polonia, Stanisław Komorowski, e il ministro della difesa ad interim dell'Ucraina, Valerij Ivaščenko.
La creazione effettiva della brigata, inizialmente prevista per il 2011, ha subito diversi ritardi. L'occupazione russa della Crimea nel marzo 2014 ha contribuito alla rapida ripresa della cooperazione. La Verchovna Rada ucraina ha ratificato gli accordi il 4 febbraio 2015, seguita il 20 marzo dal Sejm polacco e il 26 marzo dal Seimas lituano. Il 25 gennaio 2016 è stato inaugurato a Lublino il quartier generale della brigata.
Nell'ottobre 2017 la brigata è stata ufficialmente intitolata a Konstanty Ostrogski.
Sin dall'inizio dell'invasione russa dell'Ucraina del 2022 la brigata è stata schierata sul confine tra la Polonia e l'Ucraina e ha preso regolarmente parte ad esercitazioni di combattimento congiunte. Nel luglio 2024 le due nazioni, alla luce dell'esperienza positiva della Brigata lituano-polacco-ucraina, hanno firmato un accordo per la costituzione in territorio polacco di una nuova unità militare, la Legione Ucraina, composta da volontari ucraini residenti nell'Unione europea ed equipaggiata con il sostegno dei partner occidentali.

## Organizzazione
Il personale della brigata comprende fino a un massimo di circa 4500 unità, delle quali 3500 provenienti dalle Forze armate polacche, 560 dalle Forze armate ucraine e 350 dalle Forze armate lituane. È previsto che soltanto gli ufficiali dello stato maggiore cooperino regolarmente, mentre il resto dei militari rimane di stanza nei rispettivi paesi e viene distaccato soltanto in occasione di addestramenti congiunti o missioni internazionali. Il contingente polacco proviene dal 3º Battaglione della 19ª Brigata meccanizzata, quello ucraino dal 1º Battaglione dell'80ª Brigata d'assalto aereo e quello lituano dal Battaglione di fanteria motorizzata "Duca Margiris".

## Comandanti
- Brigadier generale Zenon Brzuszko (2016 - 2018)[13]
- Colonnello Dmytro Bratyško (2018 - 2021)[14]
- Brigadier generale Jarosław Mokrzycki (2021 - 2023)[15]
- Brigadier generale Piotr Lisowski (2023 - in carica)[15]